# Lubogoszcz (szczyt)

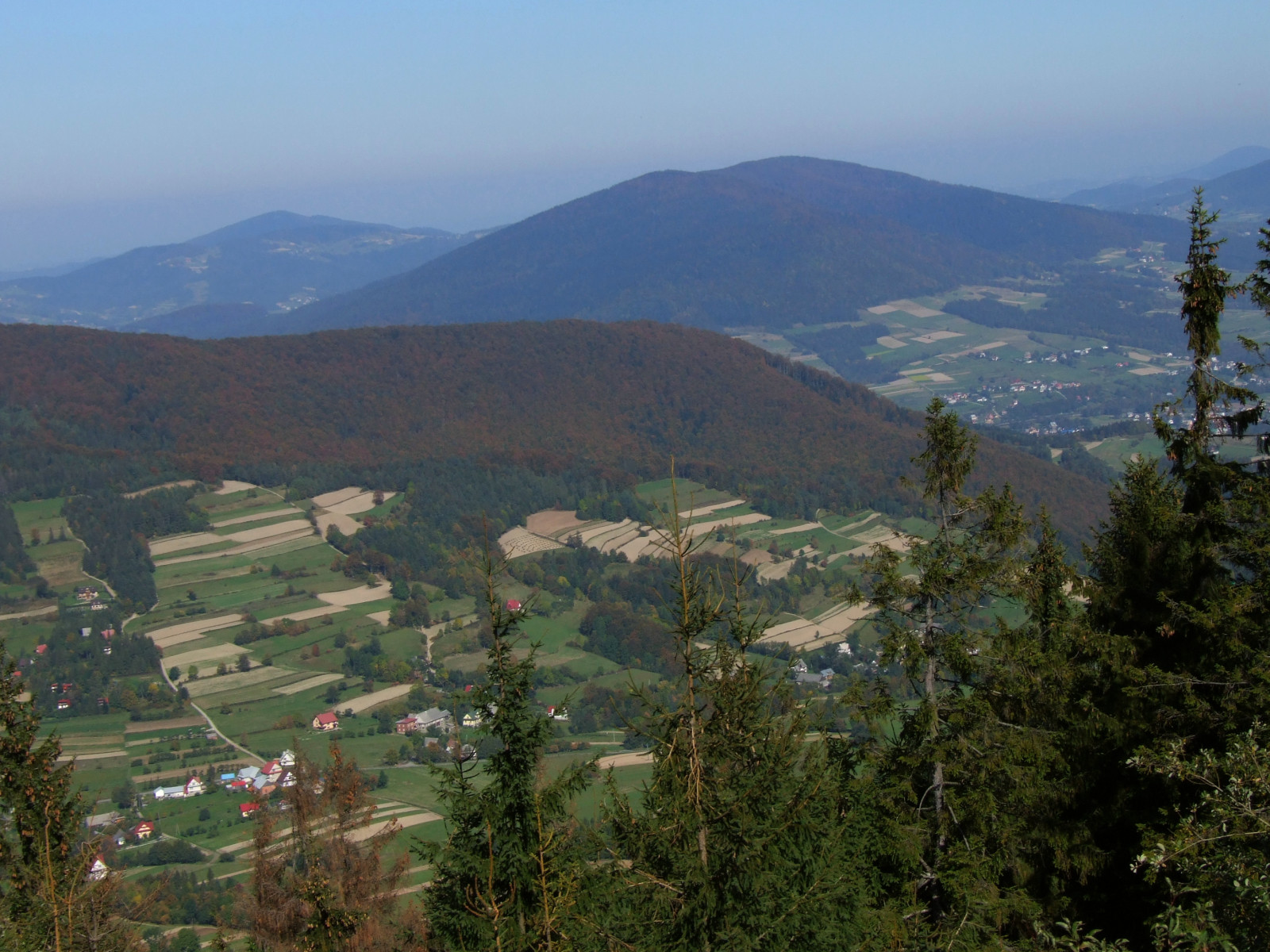
Lubogoszcz u góry, poniżej Szczebel

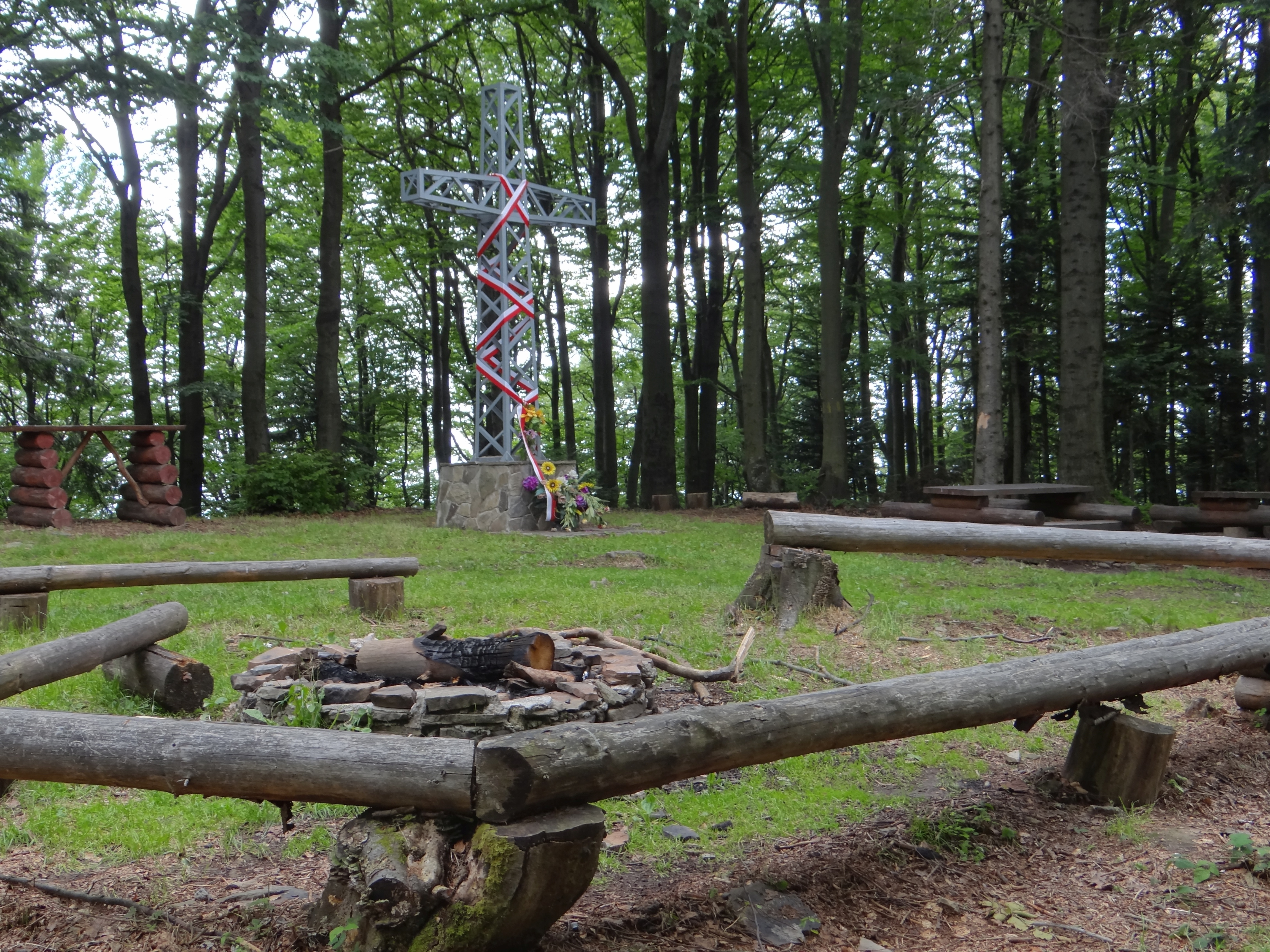
Na wschodnim szczycie Lubogoszczy

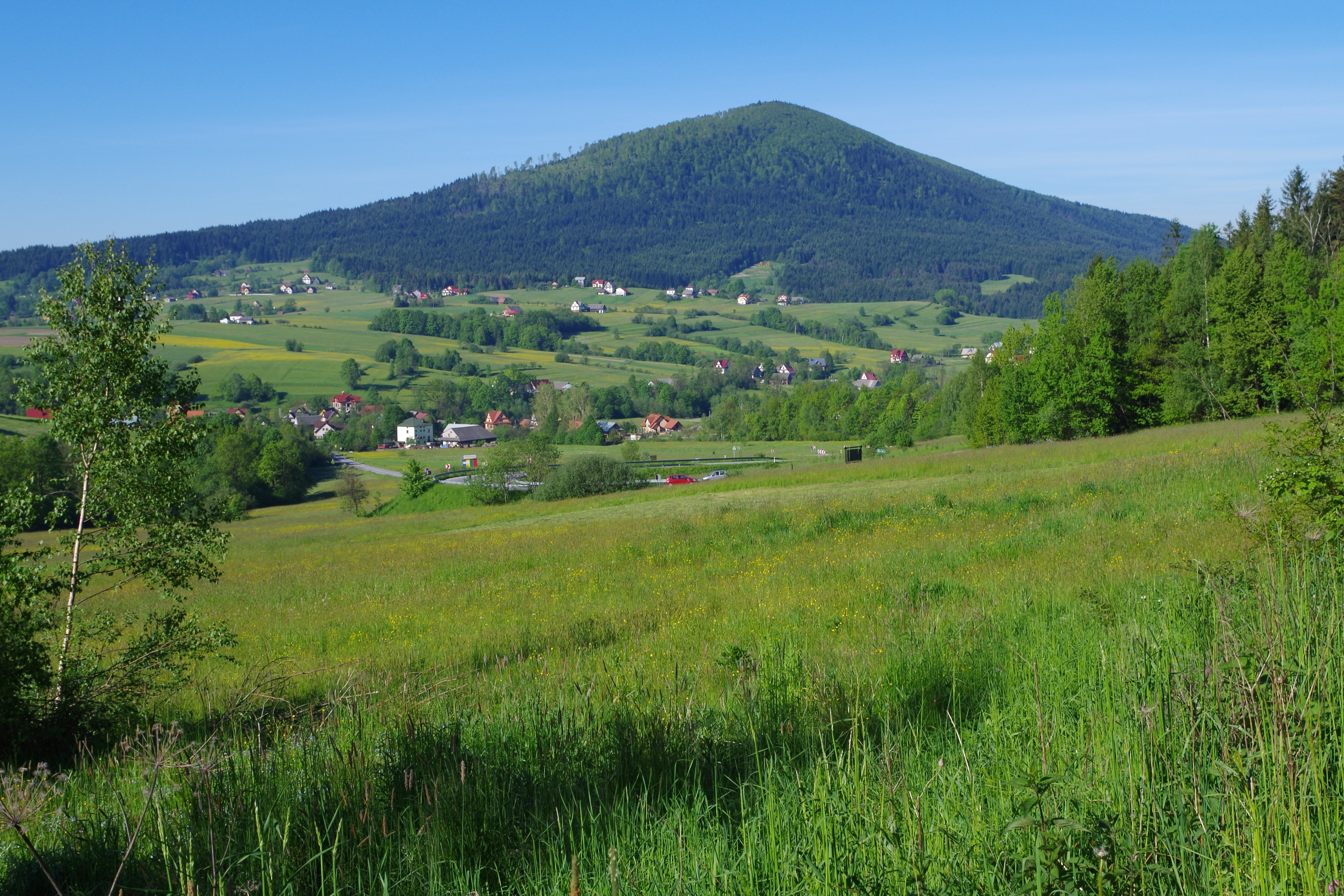
Lubogoszcz od wschodniej strony

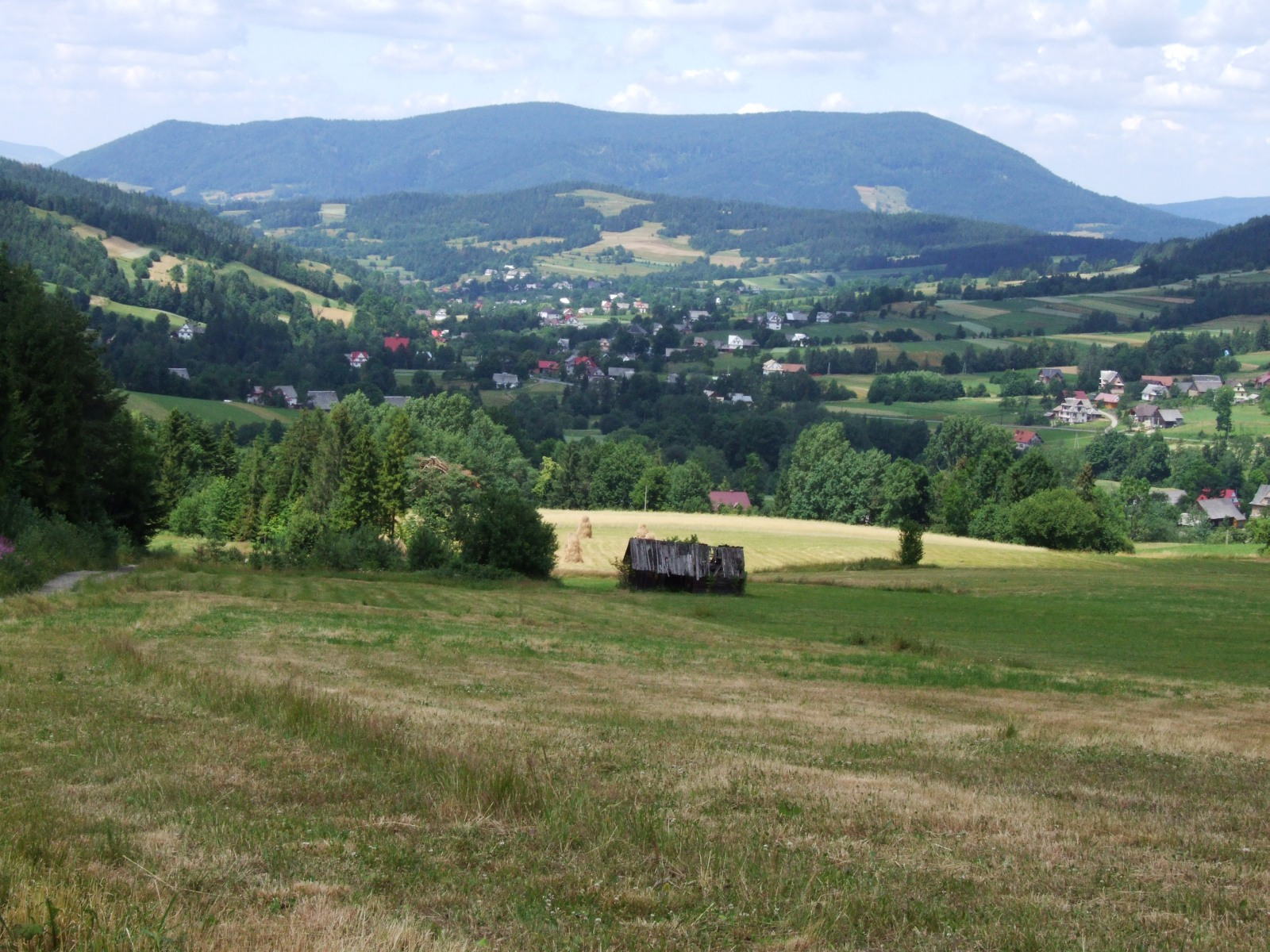
Lubogoszcz i dolina wsi Wilczyce

Lubogoszcz (gór. Libogosc) – wybitny szczyt górski w Beskidzie Wyspowym.

## Topografia
Szczyt znajduje się pomiędzy Szczeblem, Śnieżnicą, Wierzbanowską Górą i grzbietem Czarnego Działu, oddzielony od nich głębokimi dolinami rzek Raby, Mszanki i potoków Kasinianka i Słomka. Góruje ponad miejscowościami: Mszana Dolna, Kasinka Mała i Kasina Wielka, znajduje się więc całkowicie w obrębie gminy Mszana Dolna. Ma długi grzbiet, na którym w kierunku od zachodu są trzy wierzchołki: zachodni (Zapadliska 766 m), środkowy (Lubogoszcz Zachodnia 953 m) i wschodni, najwyższy – Lubogoszcz 968 m. Pomiędzy Lubogoszczą Zachodnią, a najwyższym wschodnim wierzchołkiem rozciąga się grzbiet zwany Kozią Brodą.
W masywie Lubogoszczy, od strony Kasinki Małej, znajdują się jeszcze dwie niewielkie góry – Goron (588 m) oraz Gródek (533 m). Pomiędzy nimi płynie potok Cieżów, którego wody zasilają pobliską Kasiniankę. Na wschód od Gródka znajdują się liczne przysiółki (przez Zagórzan Kasinki Małej nazywane osiedlami), które w tym miejscu są zbiorczo określane przez tamtejszych i okolicznych mieszkańców jako tzw. Zagródce. Na południowy zachód od Gorona, nad osiedlem Bolisęgi, znajduje się wzniesienie określane przez okolicznych mieszkańców jako tzw. Wierchy.
Na południowym zboczu Lubogoszczy, od strony Mszany Dolnej, niedaleko zielonego szlaku znajduje się polana Podchodna.

## Historia
Grzbiet Lubogoszczy niegdyś był bezleśny, znajdowały się na nim hale pasterskiei miał wieżę widokową na szczycie. Obecnie jest pokryty lasem, a drewniana wieża z czasem zbutwiała i zawaliła się. W 1924 roku na zachodnim stoku, w Kasince Małej, w przysiółku Kopieniec, przy czarnym szlaku na wysokości ok. 580–590 m n.p. została wybudowana Baza Szkoleniowo-Wypoczynkowa „Lubogoszcz” (szlak czarny z Kasinki Małej).
Z Lubogoszczą związanych jest wiele legend o czartach, utopcach, płanetnikach i boginkach. Na północnych stokach, nad Kasiną Wielką znajduje się, zaznaczane jeszcze na mapach miejsce o nazwie Zamczysko lub Gródek. Nazwa sugerowałaby, że kiedyś był tam gród, jednak nie potwierdziły tego badania archeologiczne.

## Geologia
Szczyt zbudowany jest z fliszu karpackiego. Występują w nim typowe dla Karpat procesy osuwiskowe. Tak powstała wypełniona wodą nisza osuwiskowa zwana Żabim Okiem oraz występujące na zboczach wschodnich wychodnie skalne. Również ludowego pochodzenia nazwa Zapadliska najprawdopodobniej związana z osuwiskami, które dawniej występowały częściej niż obecnie.

## Przyroda
Powyżej wysokości 500–550 m n.p.m. Lubogoszcz jest całkowicie lesista. Porastający ją drzewostan uważany jest za cenny i nasiona rosnących tam drzew iglastych gromadzone są w centralnym banku nasion. Dawniej przy wschodnim wierzchołku była duża polana, dziś zarośnięta ze szkodą dla walorów widokowych. Obecnie widoki roztaczają się jedynie z dolnych części szlaków, oraz z wiatrołomów. Na Lubogoszczy znajduje się także jedno z dwóch tylko w całym Beskidzie Wyspowym stanowisk paproci języcznik zwyczajny (drugie stanowisko w rezerwacie przyrody Kostrza). Na Lubogoszczy paproć tę odkryto w 2003 roku (populacja liczy około 500 sztuk).

## Wody
Liczne są źródełka. Według opowiadań miejscowych jest ich 99. Stoki o przeciętnym spadku 20–30% pocięte są licznymi jarami potoków. Są dwa niewielkie stawki: Żabie Oko (na zachodnim stoku obok wspomnianego Ośrodka) oraz Morskie Oko (w części wschodniej). Żabie Oko wypełnia niszę osuwiskową. Nazwę nadali mu turyści, a miejscowa ludność dawniej nazywała go Stawiskiem. Morskie Oko, dawniej dużo większe, jest już tylko zarastającą młaką, niegdyś było kąpieliskiem. Na Lubogoszczy występują również wody mineralne; przed II wojną światową odkryto niewielkie źródła solankowe. Ekspertyza wykazała jednak nieopłacalność ich eksploatacji i budowy bazy balneologicznej.

## Przypisy

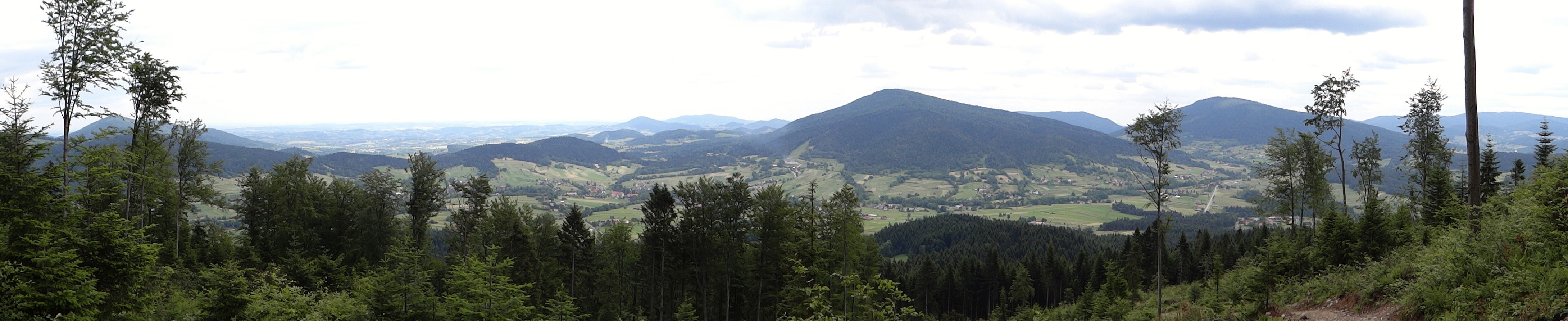
Panorama widokowa ze wschodnich stoków Lubogoszczy

## Piesze szlaki turystyczne
Kasina Wielka – Lubogoszcz – Mszana Dolna (odcinek Małego Szlaku Beskidzkiego). Czas przejścia ok. 3:35 h (do drogi w Kasinie Wlk.), suma podejść 610 m.
 Mszana Dolna – Lubogoszcz. Czas przejścia ok. 2 h (z powrotem 1:30 h), suma podejść 560 m.
 Kasinka Mała – Lubogoszcz, do połączenia ze szlakiem czerwonym. Czas przejścia ok. 2 h (z powrotem 1:30 h), suma podejść 560 m.